# بزرگراه میان‌ایالتی ۸۳
بزرگراه میان ایالتی ۸۳ (به انگلیسی: Interstate-83، مخفف:I-83) یکی از بزرگراه‌های میان ایالتی آمریکاست؛ که مسیر شمالی-جنوبی داشته و زیرمجموعه دارد.